# Coupe de Tunisie de football 2007-2008
Navigation
Coupe de Tunisie 2006-2007 Coupe de Tunisie 2008-2009
La coupe de Tunisie de football 2007-2008 est la 51e édition de la coupe de Tunisie, la 76e depuis 1923. C'est une compétition à élimination directe mettant aux prises des centaines de clubs de football amateurs et professionnels à travers la Tunisie. Elle est organisée par la Fédération tunisienne de football (FTF) et ses ligues régionales.

## Résultats

### Tour préliminaire
- Ligue 4 Nord :
  - Flèche sportive de Ras Jebel - Avenir sportif d'Oued Ellil : 2 - 0
  - Union sportive de Siliana - Club olympique des transports : 0 - 1
  - Vague sportive de Menzel Abderrahmane - Étoile sportive de Radès : 1 - 0
  - Éclair de Testour - Jeunesse sportive de Tebourba : 2 - 1
  - Mouldiet Manouba, Club sportif des cheminots et Ettadhamen Sports : Qualifiés d’office
- Ligue 4 Centre :
  - Ennahdha sportive de Jemmal - Stade nabeulien : 1 - 1 (3 - 0, t. a. b.)
  - Club sportif de Menzel Bouzelfa - Enfida Sports : 1 - 0
  - Stade soussien - Avenir populaire de Soliman : 1 - 0
  - Moltaka sportif de Bir Bouregba - Hirondelle sportive de Kalâa Kebira : 1 - 1 (7 - 6, t. a. b.)
  - Club sportif de Hajeb El Ayoun - Club sportif de Chebba : 2 - 2 (3 - 2, t. a. b.)
  - Étoile sportive de Oueslatia - Sporting Club de Moknine : 1 - 1 (4 - 5, t. a. b.)
  - Club sportif hilalien : Qualifié d’office
- Ligue 4 Sud :
  - Stade sportif gafsien - Étoile olympique de Sidi Bouzid : 1 - 2
  - La Palme de Tozeur Avenir - Oasis sportive de Chenini : Forfait
  - Avenir sportif de Rejiche - Croissant sportif de Redeyef : 1 - 0
  - Étoile sportive de Fériana bat Étoile sportive d’El Jem
  - Avenir sportif de Souk Lahad - Widad sportif d'El Hamma : 0 - 1
  - Union sportive de Zarzis - Aigle sportif de Jilma : 2 - 0
  -  Football Mdhilla Club  - Club sportif de Hzag : 1 - 0

### Premier tour
Ce tour est disputé par 88 clubs : quatorze (Ligue 2), seize (Ligue 3), 21 clubs de Ligue 4 qualifiés à l’issue du tour préliminaire et 37 représentant les ligues régionales (Ligue 5). 
- District Nord : 
  - En-Nadi Landoulsi (Ligue 5 Bizerte) - Étoile sportive de Gaâfour (Ligue 5 Le Kef) : Forfait
  - Avenir sportif de Mohamedia (Ligue 5 Tunis) - Union sportive de Borj Cédria (Ligue 5 Tunis) : 1 - 0
  - Club olympique des transports (Ligue 4) - Aigle sportif de Metline (Ligue 5 Bizerte) : 2 - 0
  - Safia sportive de Ksour (Ligue 5 Le Kef) - Club sportif de Fouchana (Ligue 5 Tunis) : 0 - 3 (a. p.)
  - Nebeur Sport (Ligue 5 Le Kef) - Dahmani Athlétique Club (Ligue 5 Le Kef) : 1 - 2 (a. p.)
  - Association sportive de l'Ariana (Ligue 2) - El Ahly Mateur (Ligue 3) : 3 - 0
  - Éclair de Testour (Ligue 4) - Club sportif de Makthar (Ligue 3) : 0 - 1
  - Association Mégrine Sport (Ligue 3) - Étoile sportive du Fahs (Ligue 3) : 2 - 2 (0 - 3, t. a. b.)
  - Jeunesse sportive d'El Omrane (Ligue 3) - Ettadhamen Sports (Ligue 4) : 4 - 0
  - Vague sportive de Menzel Abderrahmane (Ligue 4) - Union sportive de Bousalem (Ligue 3) : 1 - 0
  - Olympique du Kef (Ligue 2) - El Alia Sports (Ligue 5 Bizerte) : 4 - 1
  - Étoile olympique La Goulette Kram (Ligue 2) - Flèche sportive de Ras Jebel (Ligue 4) : 1 - 0
  - Club sportif des cheminots (Ligue 4) - Stade africain de Menzel Bourguiba (Ligue 2) : 2 - 1
  - Club medjezien (Ligue 5 Bizerte) - Club sportif de Korba (Ligue 2) : 0 - 5
  - STIR sportive de Zarzouna (Ligue 3) - Mouldiet Manouba (Ligue 4) : 5 - 2
  - Jeunesse sportive de La Soukra (Ligue 5 Tunis) - Étoile sportive de Béni Khalled (Ligue 2) : 0 - 2
- District Centre/Cap Bon : 
  - Grombalia Sports (Ligue 3) - Stade soussien (Ligue 4) : 2 - 0
  - Club sportif de Khenis (Ligue 5 Monastir) - Club sportif de Hajeb El Ayoun (Ligue 4) : 1 - 2
  - Nouhoudh sportif de Sidi Alouane (Ligue 5 Monastir) - Espérance sportive de Menzel Temime (Ligue 5 Nabeul) : 1 - 2 (a. p.)
  - Flambeau sportif de Sahline (Ligue 5 Monastir) - Union sportive de Sbeïtla (Ligue 3) : 2 - 2 (5- 3, t. a. b.)
  - Club sportif hilalien (Ligue 4) - Astre sportif de Zaouiet Sousse (Ligue 5 Sousse) : 2 - 0
  - Kalâa Sport (Ligue 3) - Aigle sportif de Téboulba (Ligue 5 Monastir) : 3 - 0
  - Football Club Hammamet (Ligue 5 Nabeul) - Club sportif de Menzel Bouzelfa (Ligue 4) : 2 - 0
  - Croissant sportif de M'saken (Ligue 2) - Espoir sportif de Tazarka (Ligue 5 Nabeul) : 4 - 0
  - Espoir sportif de Hammam Sousse (Ligue 2) - Sporting Club de Moknine (Ligue 4) : 1 - 0
  - Lion sportif de Ksibet Sousse (Ligue 5 Sousse) - Union sportive de Sidi Bou Ali (Ligue 5 Sousse) : 2 - 2 (3 - 2, t. a. b.)
  - Ennahdha sportive de Jemmal (Ligue 4) - Espoir sportif de Kondar (Ligue 5 Sousse) : 2 - 0
  - Moltaka sportif de Bir Bouregba (Ligue 4) - Jeunesse sportive kairouanaise (Ligue 2) : 1 - 1 (JSK vainqueur aux t. a. b.)
  - Avenir sportif de Kasserine (Ligue 2) - Association sportive de Merazga (Ligue 5 Nabeul) : 10 - 0
- District Sud :
  - Stade sportif sfaxien (Ligue 3) - Avenir sportif de Rejiche (Ligue 4) : 1 - 0
  - Étoile olympique de Sidi Bouzid (Ligue 4) - Espoir sportif de Bouchemma (Ligue 5 Gabès) : 1 - 0
  - Flambeau sportif de Souassi (Ligue 5 Sfax) - Union sportive de Ben Guerdane (Ligue 3) : 0 - 3
  - Stade sportif du Sened (Ligue 5 Gafsa) - Union sportive de Métouia (Ligue 5 Gabès) : 3 - 2
  - Sfax railway sport (Ligue 3) - Flèche sportive de Gafsa-Ksar (Ligue 5 Gafsa) : 2 - 0
  - La Palme de Tozeur Avenir (Ligue 4) - Club olympique de Médenine (Ligue 3) : 2 - 0
  - Étoile sportive de Métlaoui (Ligue 3) - Étoile sportive de Fériana (Ligue 4) : 1 - 0
  - Club Ahly de Sfax (Ligue 5 Sfax) - Avenir sportif de Mahrès (Ligue 5 Sfax) : 2 - 0
  - Teboulbou sport de Gabès (Ligue 5 Gabès) - Avenir sportif de Lalla (Ligue 5 Gafsa) : 2 - 0
  - El Makarem de Mahdia (Ligue 2) - Union sportive de Jerba Ajim (Ligue 5 Gabès) : 3 - 0
  - Espoir sportif de Jerba Midoun (Ligue 2) - Association sportive de Djerba (Ligue 2) : 0 - 0 (3 - 4, t. a. b.)
  - Avenir sportif de Louza (Ligue 5 Sfax) - Avenir sportif de Gabès (Ligue 2) : 0 - 3
  - Club sportif de Jebiniana (Ligue 5 Sfax) - Widad sportif d'El Hamma (Ligue 4) : 2 - 0
  - Astre sportif de Degache (Ligue 5 Gafsa) - Océano Club de Kerkennah (Ligue 3) : 1 - 0
  - Union sportive de Zarzis (Ligue 4) - Football Mdhilla Club (Ligue 4) : 2 - 1

### Deuxième tour
Ce tour est disputé par 52 clubs : les 44 qualifiés du premier tour et huit clubs de la Ligue 1, alors que les six autres — le Stade tunisien, le Club africain, l’Espérance sportive de Tunis, le Club sportif sfaxien, l’Étoile sportive du Sahel et l’Union sportive monastirienne — sont qualifiés d’office aux seizièmes de finale.
- Union sportive de Zarzis - Kalâa Sport : 1 - 1 (4 - 3, t. a. b.)
- En-Nadi Landoulsi - Avenir sportif de Mohamedia : 2 - 2 (4 - 3, t. a. b.)
- Club olympique des transports - Club sportif de Fouchana : 4 - 1
- Dahmani Athlétique Club - Grombalia Sports : 1 - 2
- Astre sportif de Degache - Club sportif de Jebiniana : 1 - 1 (1-3, t. a. b.)
- Association sportive de Djerba  - Association sportive de l'Ariana : 2 - 1
- Espérance sportive de Zarzis (Ligue 1) - Club sportif hilalien : 1 - 0
- Club sportif de Makthar - Club sportif de Hajeb El Ayoun : 2 - 1
- Étoile sportive du Fahs - Avenir sportif de Kasserine : 2 - 1
- Stade gabésien (Ligue 1) - Avenir sportif de Gabès : Forfait
- Teboulbou sport de Gabès - El Makarem de Mahdia : 0 - 1
- Stade sportif sfaxien - Espérance sportive de Menzel Temime : 1 - 0
- Flambeau sportif de Sahline - Étoile olympique de Sidi Bouzid : 2 - 3
- El Gawafel sportives de Gafsa (Ligue 1) - Club sportif de Korba : 2 - 1
- Club sportif des cheminots - Étoile sportive de Béni Khalled : 0 - 1
- Football Club Hammamet - Olympique de Béja (Ligue 1) : 1 - 0
- Croissant sportif de M'saken  - Jeunesse sportive d'El Omrane : 2 - 1
- Avenir sportif de La Marsa (Ligue 1) - Vague sportive de Menzel Abderrahmane : 4 - 0
- Club athlétique bizertin (Ligue 1) - Étoile olympique La Goulette Kram : Forfait
- Étoile sportive de Métlaoui - Club Ahly de Sfax : 2 - 0
- Espoir sportif de Hammam Sousse - STIR sportive de Zarzouna : 1 - 0
- Union sportive de Ben Guerdane - Stade sportif du Sened : 4 - 1
- Lion sportif de Ksibet Sousse - Jendouba Sports (Ligue 1) : 1 - 1 (4 - 1, t. a. b.)
- Ennahdha sportive de Jemmal - Club sportif de Hammam Lif (Ligue 1) : 0 - 1
- Jeunesse sportive kairouanaise - Olympique du Kef : 1 - 0
- Sfax railway sport - La Palme de Tozeur Avenir : 1 - 0 (a. p.)

### Seizièmes de finale
Ce tour est disputé par 32 clubs : les six clubs les mieux classés de la Ligue 1 lors du championnat 2006-2007 et les 26 qualifiés du tour précédent.
| Date         | Équipe 1                        | Équipe 2                        | Score 90' | Score Prol. | Tirs au but |
| ------------ | ------------------------------- | ------------------------------- | --------- | ----------- | ----------- |
| 8 avril 2008 | Union sportive de Zarzis        | En-Nadi Landoulsi               | 4 - 2     |             |             |
| 8 avril 2008 | Club olympique des transports   | Grombalia Sports                | 2 - 1     |             |             |
| 8 avril 2008 | Club sportif de Jebiniana       | Association sportive de Djerba  | 1 - 2     |             |             |
| 8 avril 2008 | Espérance sportive de Zarzis    | Club sportif de Makthar         | 2 - 0     |             |             |
| 8 avril 2008 | Étoile sportive du Fahs         | Stade tunisien                  | 0 - 1     |             |             |
| 8 avril 2008 | Stade gabésien                  | El Makarem de Mahdia            | 7 - 1     |             |             |
| 8 avril 2008 | Stade sportif sfaxien           | Étoile olympique de Sidi Bouzid | 0 - 0     | 0 - 0       | 4 - 2       |
| 8 avril 2008 | El Gawafel sportives de Gafsa   | Étoile sportive de Béni Khalled | 3 - 1     |             |             |
| 8 avril 2008 | Club africain                   | Espérance sportive de Tunis     | 1 - 2     |             |             |
| 8 avril 2008 | Union sportive monastirienne    | Football Club Hammamet          | 5 - 1     |             |             |
| 8 avril 2008 | Croissant sportif de M'saken    | Avenir sportif de La Marsa      | 1 - 1     | 1 - 1       | 4 - 3       |
| 8 avril 2008 | Club athlétique bizertin        | Étoile sportive de Métlaoui     | 3 - 1     |             |             |
| 8 avril 2008 | Espoir sportif de Hammam Sousse | Union sportive de Ben Guerdane  | 5 - 1     |             |             |
| 8 avril 2008 | Club sportif sfaxien            | Lion sportif de Ksibet Sousse   | 4 - 0     |             |             |
| 8 avril 2008 | Club sportif de Hammam Lif      | Jeunesse sportive kairouanaise  | 3 - 0     |             |             |
| 8 avril 2008 | Sfax railway sport              | Étoile sportive du Sahel        | 1 - 2     |             |             |

### Huitièmes de finale
| Date        | Équipe 1                        | Équipe 2                       | Score 90' | Score Prol. | Tirs au but |
| ----------- | ------------------------------- | ------------------------------ | --------- | ----------- | ----------- |
| 11 mai 2008 | El Gawafel sportives de Gafsa   | Espérance sportive de Zarzis   | 3 - 1     |             |             |
| 11 mai 2008 | Stade tunisien                  | Association sportive de Djerba | 3 - 0     |             |             |
| 11 mai 2008 | Club olympique des transports   | Union sportive monastirienne   | 0 - 0     | 0 - 0       | 4 - 3       |
| 11 mai 2008 | Espoir sportif de Hammam Sousse | Croissant sportif de M'saken   | 2 - 1     |             |             |
| 14 mai 2008 | Union sportive de Zarzis        | Étoile sportive du Sahel       | 0 - 2     |             |             |
| 14 mai 2008 | Club sportif sfaxien            | Stade gabésien                 | 3 - 0     |             |             |
| 14 mai 2008 | Club athlétique bizertin        | Espérance sportive de Tunis    | 1 - 2     |             |             |
| 14 mai 2008 | Club sportif de Hammam Lif      | Stade sportif sfaxien          | 3 - 1     |             |             |

### Quarts de finale
| Date        | Équipe 1                      | Équipe 2                        | Score 90' | Score Prol. | Tirs au but |
| ----------- | ----------------------------- | ------------------------------- | --------- | ----------- | ----------- |
| 25 mai 2008 | Stade tunisien                | Club sportif sfaxien            | 1 - 0     |             |             |
| 25 mai 2008 | Club sportif de Hammam Lif    | Espérance sportive de Tunis     | 2 - 5     |             |             |
| 25 mai 2008 | Étoile sportive du Sahel      | Club olympique des transports   | 5 - 1     |             |             |
| 30 mai 2008 | El Gawafel sportives de Gafsa | Espoir sportif de Hammam Sousse | 2 - 0     |             |             |

### Demi-finales
| Date         | Équipe 1                    | Équipe 2                      | Score 90' | Score Prol. | Tirs au but |
| ------------ | --------------------------- | ----------------------------- | --------- | ----------- | ----------- |
| 27 juin 2008 | Étoile sportive du Sahel    | Stade tunisien                | 1 - 1     | 2 - 2       | 6 - 5       |
| 29 juin 2008 | Espérance sportive de Tunis | El Gawafel sportives de Gafsa | 3 - 2     |             |             |

### Finale
| Date           | Équipe 1                    | Équipe 2                 | Score 90' | Score Prol. | Tirs au but |
| -------------- | --------------------------- | ------------------------ | --------- | ----------- | ----------- |
| 6 juillet 2008 | Espérance sportive de Tunis | Étoile sportive du Sahel | 2 - 1     |             |             |

Le match est arbitré par un trio allemand composé de Florian Meyer, Holger Henschel et Norbert Grudzinski ; Mohamed Meddeb officie comme quatrième arbitre.

## Meilleur buteur
Michael Eneramo de l'Espérance sportive de Tunis est le meilleur buteur de l'édition avec cinq buts.